# 吉伦特河畔圣罗曼
吉伦特河畔圣罗曼（法語：Saint-Romain-sur-Gironde，法語發音：[sɛ̃ ʁɔmɛ̃ syʁ ʒiʁɔ̃d]）是法国滨海夏朗德省的一个旧市镇，位于该省西南部，属于桑特区。2018年，吉伦特河畔圣罗曼和相邻的弗卢瓦拉克合并成立了新的弗卢瓦拉克。

## 地理
吉伦特河畔圣罗曼（45°27'0"N, 0°45'27"W）面积3.16 平方千米，位于法国新阿基坦大区滨海夏朗德省，该省份为法国西部滨海省份，北起旺代省，西临大西洋，南至吉倫特省，东南接多爾多涅省，东北接德塞夫勒省接壤，东临夏朗德省。
与吉伦特河畔圣罗曼接壤的市镇（或旧市镇、城区）包括：弗卢瓦拉克、吉伦特河畔圣福尔。

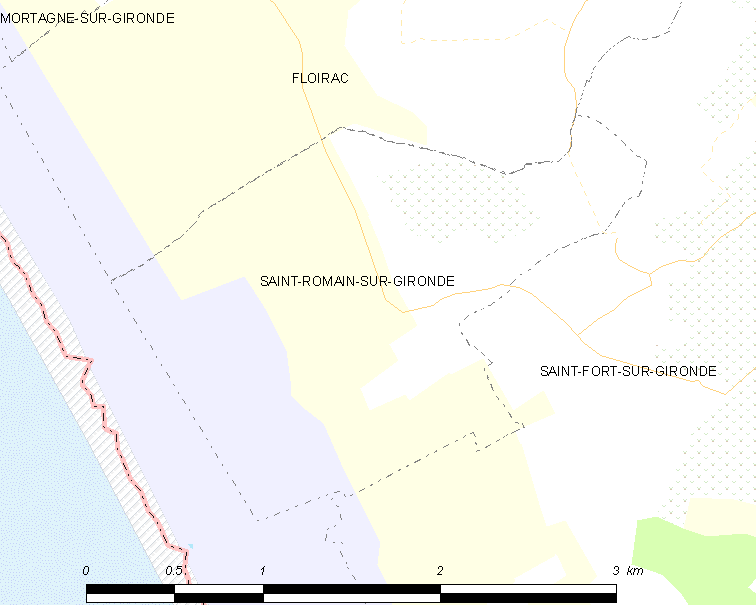
吉伦特河畔圣罗曼的OSM定位图

吉伦特河畔圣罗曼的时区为UTC+01:00、UTC+02:00（夏令时）。

## 行政
吉伦特河畔圣罗曼的邮政编码为17240，INSEE市镇编码为17392。

## 政治
吉伦特河畔圣罗曼所属的省级选区为桑通日-河口县。

## 人口

1962-2008年间吉伦特河畔圣罗曼人口变化图示

吉伦特河畔圣罗曼于2015时的人口数量为64人。